# Samy Nisser
Johan Samuel (John Samy) Nisser (i riksdagen kallad Nisser i Rottneby), född 20 juli 1839 i Vika församling, Kopparbergs län, död 3 januari 1890 i Kopparbergs församling (folkbokförd i Vika församling, Kopparbergs län), var en svensk disponent, militär och riksdagsman.
Samy Nisser var son till bruksägaren Wilhelm Nisser (1801–1893) och bror till Ernst Nisser.
Samy Nisser var major vid Helsingborgs regemente och disponent vid Kopparbergs-Hofors AB. Han var ledamot av första kammaren 1882–1887 för Kopparbergs läns valkrets.